# 北大象
北 大象（きた たいしょう、本名 北 茂行（きた しげゆき）、1930年12月24日 - 2009年1月1日）は日本の書家。和歌山県田辺市出身。朱月社代表。伊丹書作家協会元理事長。
2009年1月1日に下咽頭癌のため死去。